# Ignacy Skorupka
Ignacy Jan Skorupka (Varsavia, 31 luglio 1893 – Ossów, 14 agosto 1920) è stato un presbitero polacco, cappellano del 236º corpo di fanteria dell'esercito polacco. La sua morte divenne uno dei simboli della battaglia di Varsavia e viene commemorato come un eroe della resistenza polacca.

## Biografia
Ignacy Skorupka è nato a Varsavia, in una casa popolare in via Ciepła 3 nel quartiere di Wola. Era il figlio maggiore di Adam Skorupka, un funzionario di una compagnia di assicurazioni a Varsavia, proveniente dalla nobiltà agricola di Podlasie.
Alla fine del ginnasio filologico Kowalski di Varsavia è entrato nel Seminario Teologico di Varsavia (1909).
Nel 1917 ha svolto la funzione di parroco in varie zone, insegnando anche religione,  polacco, latino e greco sia in Russia che in Ucraina. Rientrato in patria ha proseguito l'incarico di vicario a Łódź nella parrocchia della Trasfigurazione e successivamente a Varsavia come notaio e archivista della Curia metropolitana. Ha fondato la Società educativa che si occupa che oggi porta il suo nome, e guidando l'Associazione scoutistica di Łódź.
All'inizio di luglio del 1920 ottiene di esser inserito come cappellano del 36º reggimento di fanteria della legione accademica polacca. Durante la battaglia di Varsavia guida i soldati sul campo di battaglia fino a rimanere colpito mortalmente il 14 agosto presso il villaggio di Ossów (contea di Wołomin).
Nel comunicato del 16 agosto dello Stato maggiore delle forze armate polacche viene ricordata  "l'eroica morte del cappellano padre Ignacy Skorupka [...], che era in prima linea nelle truppe d'attacco con una croce in mano ”. Il comandante della compagnia, 2 ° Lt. Mieczysław Słowikowski ha scritto nelle sue memorie di aver assistito alla morte del padre Skorupki.
Il corpo di Ignacy Skorupka è stato trasportato a Varsavia dove si sono svolte le cerimonie funebri con la partecipazione del più alto clero e rappresentanti del governo e dell'esercito. Il generale Józef Haller ha decorato la bara di padre Skorupka con la Croce d'argento dell'Ordine dei Virtù Militari.
In sua memoria sono state erette statue e intitolate strade in molte città polacche (Varsavia nel 1920, a Łódź e Poznań nel 1931).
Dalla fine degli anni ottanta, la sua figura è stata commemorata in numerose cerimonie e insignita postuma di vari riconoscimenti come la Star of Perseverance (1986), l'Ordine dell'Aquila Bianca(11 agosto 2010) a cui ha partecipato anche il presidente della Repubblica di Polonia, Bronisław Komorowski.

## Cultura di massa

### Pittura
La figura di Ignacy Skorupka è presente in molti dipinti. Su iniziativa di Papa Pio XI, il pittore Jan Henryk Rosen ha realizzato a Castel Gandolfo un dipinto murale raffigurante la Battaglia di Ossów con al centro la figura di un sacerdote. La sua figura compare anche accanto all'immagine della Madonna di Częstochowa nella cappella polacca a Loreto . È presente anche nel trittico nella chiesa di Nostra Signora della Vittoria a Kamionek, la cui pala destra raffigura la battaglia di Ossów.

### Letteratura
Padre Skorupka è il protagonista di diverse opere letterarie: una poesia di Mieczysław Zielenkiewicz, Il sacerdote eroe, nelle opere teatrali La battaglia di Radzymin, e La morte di padre Skorupka,  nel romanzo Combattimenti a Radzyminem di Józef Relidzyński. Fino al 1939, sono stati pubblicati anche numerosi articoli e memorie soprattutto nell'anniversario della sua morte, fino all'invasione tedesca e sovietica del 1939.

### Cinema e televisione
Nel 2005, Leszek Wiśniewski ha realizzato un documentario biografico su padre Ignacy Skorupka intitolato Un normale eroe, e nel 2011, Jerzy Hoffman ha realizzato il film 1920 La battaglia di Varsavia, che racconta le vicende della battaglia dove il sacerdote ha trovato la morte.